# Phoradendron racemosum
Espèce
Classification APG III (2009)
Synonymes
Selon GBIF (04 février 2022) :
- Phoradendron cayennense Eichler
- Phoradendron excisum Rizzini
- Phoradendron flavens (Sw.) Griseb.
- Phoradendron flavens Nutt. ex A.Gray
- Phoradendron glandulosum (Miq.) Eichler
- Phoradendron macrophyllum Spreng.
- Viscum glandulosum Miq.
- Viscum latifolium Lam.
- Viscum macrophyllum Spreng.
- Viscum racemosum Aubl. - Basionyme

Phoradendron racemosum est une espèce de plante parasite néotropicale appartenant à la famille des Santalaceae (anciennement des Viscaceae) proche des guis.
Au Suriname, on l'appelle Fowroedoti, Piki fo kaka, Wirikaro.

## Taxonomie

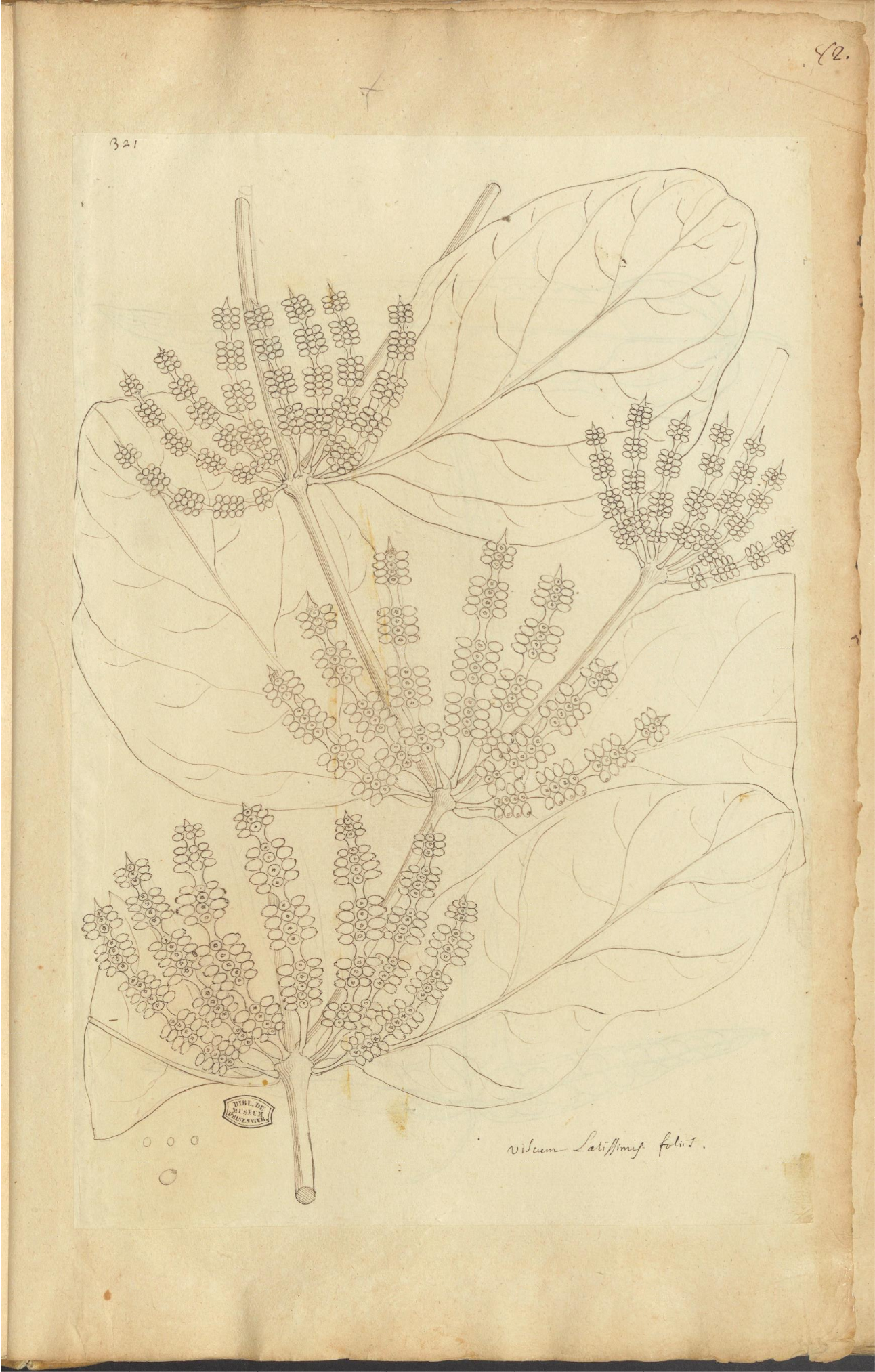
planche originale manuscrite de Plumier « Viscum latissimis foliis » (1689–1697).

Charles Plumier a collecté cette espèce à Saint-Domingue, dans la région centrale entre Léogâne et Petit-Goâve et l'a décrite à titre posthume en 1757 de façon non valide (nomenclature pré-linnéenne) :
« Viſcum aliud racemoſum, foliis latisſimis. Plum. Cat. p.17 
VISCUM foliis ovatis, venoſis, ſpicis axillaribus, utrimque quaternis verticillatis.

 
FIGURA QUARTA. 
Planta paraſytica, fruticoſa, ramis ſimplicibus. 
Folia ovata, plana, latisſima, ſinuoſa, obpoſita, petiolata. 
Racemi plures, ſimplices, erecti, ſubumbellati, axillares. 
Bacca per intervalla verticillatae, ſubrotundae, umbilicatae. »
— Charles Plumier, 1757.
Aublet a validé cette espèce sous le nom Viscum racemosum en la publiant dans son ouvrage en 1775, à partir de la description de Plumier.
« VISCUM (racemoſum) foliis latiſſimis. Plum. Cam 7. Burm. Cat.256. tab.258. f.4. »
— Fusée-Aublet, 1775.
Jean-Baptiste de Lamarck a apporté des précisions sur cette espèce en la nommant sous le nom (invalide) de Viscum latifolium, et a identifié comme appartenant à cette espèce l'échantillon de M. Stoupy, collecté en Guyane, qui correspond en fait à Passovia pyrifolia (Kunth) Tiegh., espèce la plus commune et la plus répandue des Santalaceae néotropicales continentales, mais absente des Grandes Antilles (sauf en Jamaïque) et donc absente d'Hispaniola (iſle de St. Domingue) où Phoradendron racemosum a été décrit :

« 8. Gui à feuilles larges, Viſcum latifolium.

Viſcum fruticoſum , ramis ultimis apice compreſſis, foliis ovalibus, ſpicis axiliaribus faſciculatis. N.

Viſcum aliud racemoſum , foliis latiſſimis. Plum. Mſſ. 5. t. 82. Burm. Amer. t. 258. f. 4.

La largeur de ſes feuilles & la diſpoſition de ſes épis , rendent cette eſpèce remarquable & bien diſtinguée des autres. Elle forme un arbuſte aſſez ample , diffus , & qui pend des hautes branches des arbres. Ses tiges ſont ligneuſes, longues, de l'épaiſſeur du doigt , fragiles , rameuſes , à nœuds diſtans, & ayant leurs derniers rameaux comprimés vers leur ſommet. Les feuilles ſont oppoſées ou preſqu'oppoſées, pétiolées, ovales, entières, vertes , un peu charnues & coriaces, à nervures latérales alternes & rameuſes, & ayant trois à ſix pouces de longueur, ſur une largeur de plus de deux pouces. Les épis ſont axillaires, faſciculés deux à quatre enſemble dans chaque aiſſelle , longs de plus de deux pouces, lâches ou comme interrompus par eſpaces , & garnis de fleurs ramaſſées deux à quatre enſemble par paquets oppoſés , portés chacun ſur un tubercule ou pédicule court & épais. Les baies ſont ovales, couronnées d'une couleur pâle ſelon Plumier, avec de petits points noirâtres, pleines d'un ſuc glutineux, & contiennent une ſemence ovale , comprimée, verdâtre, mais bordée d'une ligne couleur de ſafran. Ce Gui croît dans l'iſle de St. Domingue. Nous en poſſédons un bel exemplaire rapporté de Cayenne par M. Stoupy, & qui n'a que deux épis dans chaque aiſſelle des feuilles. . (v. ſ.) »

— Lamarck, 1789.
Lamarck s'est trompé en considérant ces deux spécimens comme étant la même espèce. Aussi, quand Job Kuijt a voulu désigner un type en 2015, il a corrigé cette erreur, et désigné comme seul lectotype la planche de Burman d'après Plumier, étiquetée « Viscum folius ovatis » dans "Plantarum americanarum ...".

## Description
Phoradendron racemosum est une assez grande plante épiphyte, hémiparasite, monoïque, devenant souvent noirâtres au séchage, ramifiée de façon dichotomique par avortement des axes principaux.
Les entre-nœuds sont cylindrique à légèrement carénés quadrangulaires sur le-dessus, plutôt longs (dépassant souvent 10-12(13) cm), avec (1) 2 ou 3 paires de cataphylles basales à 0,5-1 cm au-dessus de l'aisselle, où la tige a tendance à être cylindrique. 
Les nœuds deviennent renflés. 
Le limbe, mince, atteint généralement 12(13) x 8(10) cm, et est de forme elliptique à ovale ou largement lancéolée, à l'apex émoussé, obtus, arrondi à aigu, et à base contractée, principalement obtuse, se rétrécissant brusquement en pétiole. 
Le pétiole est long de 0,5 à 1 cm.
La nervation est pennée, et marquée.
Les inflorescences sont d'abord appariées, puis souvent densément regroupées aux nœuds, la plupart du temps jusqu'à 3(6) cm de long, avec une très petite paire de cataphylles environ 0,2 cm au-dessus de la base, principalement avec 2 entre-nœuds stériles, le reste du pédoncule étant long d'environ 0,3 cm, suivis de 3(4-5) entre-nœuds fertiles chacun avec 3-9 fleurs par bractée en motif bi-sériés, 1-3 fleurs terminales de chaque zone florale apparemment mâles, les autres femelles. 
Le fruit mesurant 2,5(3,5) x 1,5(2,5) mm est de forme ovoïde à oblongue.
Les segments du périanthe (pétales) sont petits et fermés,.

## Répartition
Phoradendron racemosum est présent aux Bahamas, au Costa Rica, dans les Grandes Antilles, en Colombie, à Trinidad, au Venezuela, au Guyana, au Suriname, en Guyane et au Brésil,.

## Écologie
Phoradendron racemosum est une plante hémiparasite et épiphyte, que l'on rencontre dans les formations arbustives, et les forêts, au Venezuela depuis le niveau de la mer jusqu'à 1 200 m d'altitude.
Les graines sont disséminées par les oiseaux (ornithochorie).